# Санта-Марія-да-Марлес
Са́нта-Марі́я-да-Марле́с (кат. Santa Maria de Merlès, вимова літературною каталанською [santə mə'riə də məɾ'łεs]) - муніципалітет, розташований в Автономній області Каталонія, в Іспанії. Код муніципалітету за номенклатурою Інституту статистики Каталонії - 82554. Знаходиться у районі (кумарці) Барґаза (коди району - 14 та BD) провінції Барселона, згідно з новою адміністративною реформою перебуватиме у складі Баґарії (округи) Центральна Каталонія. 

## Назва муніципалітету
Назва муніципалітету походить від баскського merla - "кордон, межа" та баскського суфікса -es.

## Населення
Населення міста (у 2007 р.) становить 151 особа (з них менше 14 років - 17,2%, від 15 до 64 - 63,6%, понад 65 років - 19,2%). У 2006 р. народжуваність склала 3 особи, смертність - 1 особа, зареєстровано 0 шлюбів. У 2001 р. активне населення становило 75 осіб, з них безробітних - 3 особи.

Серед осіб, які проживали на території міста у 2001 р., 150 народилися в Каталонії (з них 88 осіб у тому самому районі, або кумарці), 6 осіб приїхало з інших областей Іспанії, а 0 осіб приїхало з-за кордону. 

Вищу освіту має 6,2% усього населення. 

У 2001 р. нараховувалося 43 домогосподарства (з них 11,6% складалися з однієї особи, 27,9% з двох осіб,9,3% з 3 осіб, 20,9% з 4 осіб, 9,3% з 5 осіб, 14% з 6 осіб, 2,3% з 7 осіб, 4,7% з 8 осіб і 0% з 9 і більше осіб).

Активне населення міста у 2001 р. працювало у таких сферах діяльності : у сільському господарстві - 31,9%, у промисловості - 15,3%, на будівництві - 16,7% і у сфері обслуговування - 36,1%. 

 У муніципалітеті або у власному районі (кумарці) працює 45 осіб, поза районом - 45 осіб.

### Безробіття
У 2007 р. нараховувалося 3 безробітних (у 2006 р. - 3 безробітних), з них чоловіки становили 33,3%, а жінки - 66,7%.

## Економіка

### Підприємства міста

#### Промислові підприємства
| \| Промислові підприємства міста, за сферою діяльності \| Промислові підприємства міста, за сферою діяльності \| Промислові підприємства міста, за сферою діяльності \| \| Рік \| 2002 р. \| 2001 р. \| \| --------------------------------------------------- \| --------------------------------------------------- \| --------------------------------------------------- \| \| Енергетичні та водні ресурси \| 66,7% \| 66,7% \| \| Хімія та метали \| 0% \| 0% \| \| Переробка металів \| 0% \| 0% \| \| Продукти харчування \| 0% \| 0% \| \| Текстиль \| 33,3% \| 33,3% \| \| Виробництво меблів, видання \| 0% \| 0% \| \| Інше \| 0% \| 0% \| \| Усього підприємств \| 3 \| 3 \| |         |         |
| Промислові підприємства міста, за сферою діяльності |         |         |
| Рік | 2002 р. | 2001 р. |
| Енергетичні та водні ресурси | 66,7%   | 66,7%   |
| Хімія та метали | 0%      | 0%      |
| Переробка металів | 0%      | 0%      |
| Продукти харчування | 0%      | 0%      |
| Текстиль | 33,3%   | 33,3%   |
| Виробництво меблів, видання | 0%      | 0%      |
| Інше | 0%      | 0%      |
| Усього підприємств | 3       | 3       |

#### Сфера послуг
| \| Підприємства міста, що працюють у сфері послуг, за діяльністю \| Підприємства міста, що працюють у сфері послуг, за діяльністю \| Підприємства міста, що працюють у сфері послуг, за діяльністю \| \| Рік \| 2002 р. \| 2001 р. \| \| ------------------------------------------------------------- \| ------------------------------------------------------------- \| ------------------------------------------------------------- \| \| Гуртова торгівля \| 0% \| 0% \| \| Готелі та готельний бізнес \| 55,6% \| 44,4% \| \| Транспорт та зв'язок \| 0% \| 0% \| \| Посередницькі фінансові послуги \| 0% \| 0% \| \| Послуги підприємствам \| 0% \| 0% \| \| Послуги фізичним особам \| 22,2% \| 22,2% \| \| Нерухомість та ін. \| 22,2% \| 33,3% \| \| Усього підприємств \| 9 \| 9 \| |         |         |
| Підприємства міста, що працюють у сфері послуг, за діяльністю |         |         |
| Рік | 2002 р. | 2001 р. |
| Гуртова торгівля | 0%      | 0%      |
| Готелі та готельний бізнес | 55,6%   | 44,4%   |
| Транспорт та зв'язок | 0%      | 0%      |
| Посередницькі фінансові послуги | 0%      | 0%      |
| Послуги підприємствам | 0%      | 0%      |
| Послуги фізичним особам | 22,2%   | 22,2%   |
| Нерухомість та ін. | 22,2%   | 33,3%   |
| Усього підприємств | 9       | 9       |

## Житловий фонд
У 2001 р. 0% усіх родин (домогосподарств) мали житло метражем до 59 м2, 9,3% - від 60 до 89 м2, 18,6% - від 90 до 119 м2 і
72,1% - понад 120 м2.

З усіх будівель у 2001 р. 80,5% було одноповерховими, 18,6% - двоповерховими, 0,8
% - триповерховими, 0% - чотириповерховими, 0% - п'ятиповерховими, 0% - шестиповерховими,
0% - семиповерховими, 0% - з вісьмома та більше поверхами.

## Автопарк
| \| Автомобілі, зареєстровані у місті, за призначенням \| Автомобілі, зареєстровані у місті, за призначенням \| Автомобілі, зареєстровані у місті, за призначенням \| \| Рік \| 2006 р. \| 2005 р. \| \| -------------------------------------------------- \| -------------------------------------------------- \| -------------------------------------------------- \| \| Приватні автомобілі \| 54,4% \| 56,2% \| \| Мотоцикли \| 11,4% \| 11,2% \| \| Вантажівки \| 28,5% \| 29,2% \| \| Трактори \| 0,5% \| 0,6% \| \| Автобуси та ін. \| 5,2% \| 2,8% \| \| Усього автомобілів \| 193 шт. \| 178 шт. \| |         |         |
| Автомобілі, зареєстровані у місті, за призначенням |         |         |
| Рік | 2006 р. | 2005 р. |
| Приватні автомобілі | 54,4%   | 56,2%   |
| Мотоцикли | 11,4%   | 11,2%   |
| Вантажівки | 28,5%   | 29,2%   |
| Трактори | 0,5%    | 0,6%    |
| Автобуси та ін. | 5,2%    | 2,8%    |
| Усього автомобілів | 193 шт. | 178 шт. |

## Вживання каталанської мови
У 2001 р. каталанську мову у місті розуміли 99,3% усього населення (у 1996 р. - 98,9%), вміли говорити нею 94,1% (у 1996 р. - 
95,5%), вміли читати 90,2% (у 1996 р. - 93,9%), вміли писати 89,5
% (у 1996 р. - 92,2%). Не розуміли каталанської мови 0,7%.

## Політичні уподобання
У виборах до Парламенту Каталонії у 2006 р. взяло участь 70 осіб (у 2003 р. - 86 осіб). Голоси за політичні сили розподілилися таким чином:
| \| Вибори до Парламенту Каталонії \| Вибори до Парламенту Каталонії \| Вибори до Парламенту Каталонії \| \| Рік \| 2006 р. \| 2003 р. \| \| -------------------------------------- \| ------------------------------ \| ------------------------------ \| \| Конвергенція та Єднання (CiU) \| 68,6% \| 55,8% \| \| Соціалістична партія Каталонії (PSC) \| 10% \| 8,1% \| \| Народна партія (PP) \| 1,4% \| 4,7% \| \| Ініціатива за зелену Каталонію (IC) \| 4,3% \| 4,7% \| \| Республіканська лівиця Каталонії (ERC) \| 14,3% \| 26,7% \| \| Громадянська партія (C's) \| 1,4% \| 0% \| \| Інші \| 0% \| 0% \| |         |         |
| Вибори до Парламенту Каталонії |         |         |
| Рік | 2006 р. | 2003 р. |
| Конвергенція та Єднання (CiU) | 68,6%   | 55,8%   |
| Соціалістична партія Каталонії (PSC) | 10%     | 8,1%    |
| Народна партія (PP) | 1,4%    | 4,7%    |
| Ініціатива за зелену Каталонію (IC) | 4,3%    | 4,7%    |
| Республіканська лівиця Каталонії (ERC) | 14,3%   | 26,7%   |
| Громадянська партія (C's) | 1,4%    | 0%      |
| Інші | 0%      | 0%      |